# 大武鼓楼
大武鼓楼，位于山西省吕梁市方山县城南，是中华人民共和国全国重点文物保护单位之一。
1986年8月18日公布为山西省文物保护单位。2019年10月7日公布为第八批全国重点文物保护单位。